# Willy Røgeberg
Willy Røgeberg (Oslo, 1º dicembre 1905 – Oslo, 15 dicembre 1969) è stato un tiratore a segno norvegese.

## Palmarès

### Olimpiadi
- 2 medaglie:
  - 1 oro (Berlino 1936 nella carabina 50 metri a terra)
  - 1 bronzo (Londra 1948 nella carabina 300 metri tre posizioni)